# Костелло, Морис
Морис Костелло (англ. Maurice Costello; 22 февраля 1877, Питтсбург, США — 29 октября 1950, Санта-Моника, США) — американский актёр, режиссёр и сценарист.

## Биография и карьера
Морис Костелло родился в Питтсбурге, штат Пенсильвания в США, в семье ирландских иммигрантов Эллен (в девичестве Фицджеральд, род. 1853) и Томаса Костелло (род. 1852). Дебютировал в кино в 1905 году, сыграв роль Шерлока Холмса в фильме «Приключения Шерлока Холмса». Дальнейшая актёрская карьера Костелло связана с кинокомпанией «Vitagraph», где он играл роли, начиная с первых постановок компании. Среди самых известных лент с участием актёра — «Повесть о двух городах» («Взятие Бастилии», по роману Чарльза Диккенса), «Человек, который не мог победить Бога» и «За честь семьи». В общем Морис Костелло снялся в более 280 фильмах и как режиссёр поставил около 80 фильмов.
По результатам опроса одного из американских женских журналов, проведённого в 1914 году с целью узнать имена самых популярных актёров, Морис Костелло собрал более миллиона голосов, став лучшим актёром «Vitagraph» (при этом голосовании победили только Фрэнк Бешмен и Уоррен Керриган, которые не принадлежали к трупе кинокомпании «Vitagraph»).
Морис Костелло был одним из первых ведущих актёров раннего периода американского кинематографа, но как и для многих других звёзд немого кино, его переход в звуковое кино был чрезвычайно тяжёлым, из-за чего актёр перестал сниматься в главных ролях, однако, Костелло продолжал актёрскую карьеру и появлялся в фильмах, преимущественно в небольших и эпизодических ролях вплоть до своей смерти в 1950 году.

## Личная жизнь
Морис Костелло был женат на актрисе Мэй Костелло (в девичестве Альтшук), от брака с которой имел двух дочерей, также стали актрисами: Долорес Костелло и Хелен Костелло. Его внук — киноактёр Джон Дрю Бэрримор, правнучка — актриса Дрю Бэрримор.
23 ноября 1913, Костелло был арестован за избиение жены Мэй. 25 ноября 1913, Костелло признал, что бил жену, находясь в состоянии алкогольного опьянения. По просьбе Мэй Костелло дело было квалифицировано как хулиганство, за что Костелло получил шесть месяцев условного наказания.
Морис Костелло умер в возрасте 73 лет 29 октября 1950 году в Лос-Анджелесе, штат Калифорния в США. Был похоронен на католическом кладбище Голгофа, в Лос-Анджелесе.

## Фильмография
- 1908 — Соломия / Salome — царь Ирод;
- 1908 — Ричард III / Richard III
- 1908 — Антоний и Клеопатра / Antony and Cleopatra — Марк Антоний
- 1908 — Юлий Цезарь / Julius Caesar
- 1908 — Венецианский купец / The Merchant of Venice
- 1909 — Рюи Блаз / Ruy Blas
- 1909 — Кенильворт / Kenilworth
- 1909 — Король Лир / King Lear
- 1909 — Отверженные / Les Misérables — Жан Вальжан
- 1910 — Хижина дяди Тома / Uncle Tom’s Cabin
- 1910 — Как она победила его / How She Won Him — Артур Льюис
- 1911 — История двух городов / A Tale of Two Cities — Сидни Картон
- 1911 — Наследственное причина / The Inherited Taint
- 1911 — Ухаживание Винифред / The Wooing of Winifred
- 1911 — Его мать / His Mother — Дональд Грей
- 1911 — Статистка / The Show Girl — доктор Ренфрю
- 1911 — Во имя её брата / For Her Brother’s Sake — Альберт Блэк, брат
- 1911 — Для любви и славы / For Love and Glory — лейтенант Осмунд
- 1911 — Второй медовый месяц / The Second Honeymoon — Джек Мервин, человек
- 1912 — Старые серебряные часы / The Old Silver Watch — взрослый Фрэнк
- 1912 — За честь семьи / For the Honor of the Family — Гай Дентон
- 1913 — Багдадская принцесса / A Princess of Bagdad
- 1913 — Человек, который не мог победить Бога / The Man Who Could not Beat God — Мвртин Генчфорд
- 1923 — Не так слеп / None So Blind — Рассел Мортимер
- 1923 — Муж и жена / Man and Wife — Калеб Перкинс
- 1923 — Лунные блики / The Glimpses of the Moon — Фред Гиллоу
- 1923 — В тумане / Fog Bound — депутат Браун
- 1924 — Безымянная история / The Story Without a Name — калека
- 1925 — Безумная свадьба / The Mad Marriage
- 1926 — Камилла / Camille — отец Армана
- 1936 — Голливудский бульвар / Hollywood Boulevard
- 1938 — Я — это закон / I Am the Law
- 1939 — Судьба солдата в Америке / The Roaring Twenties
- 1939 — Мистер Смит едет в Вашингтон / Mr. Smith Goes to Washington
- 1940 — Эдисон, человек / Edison, the Man
- 1940 — Морской ястреб / The Sea Hawk
- 1940 — Третий палец, левая рука / Third Finger, Left Hand
- 1942 — Леди из Луизианы / Lady from Louisiana
- 1941 — А вот и мистер Джордан / Here Comes Mr. Jordan
- 1941 — Жертва измены / A Man Betrayed
- 1942 — Пожнёшь бурю / Reap the Wild Wind
- 1942 — Стеклянный ключ / The Glass Key
- 1944 — Почти твоя / Practically Yours
- 1944 — Кульминация / The Climax